# Alavi (oraș)
Alavi (persană علوی) este un oraș din Iran, aflat la 40 km de Bandar Abbas.